# 온도 측정
온도 측정(溫度測定, temperature measurement, thermometry)은 즉각적인 평가 또는 나중에 평가하기 위해 현재의 지역 온도를 측정하는 과정을 말한다. 표준화된 관련 측정으로 구성된 데이터셋을 사용하여 온도 추이를 평가할 수 있다.

## 역사
표준화된 온도 측정을 시도한 일은 17세기 이전이었다. 예를 들어 기원후 170년, 물리학자 갈레노스는 얼음과 끓는 물을 동등한 비율로 섞어서 중립적인 온도 표준을 만들어냈다.)

## 원리
온도를 측정하려면 물체의 특별한 상태의 변화와 규칙적인 열 팽창을 이용한다. 보통 사용되는 온도계에는 섭씨 온도 눈금이 표시되어 있다. 이 온도 눈금은 1742년 스웨덴의 물리학자 셀시우스에 의해서 정해진 것으로, 이것을 나타내는데 30도 C라든가 30°C와 같은 C의 기호를 붙인다. 이외에 화씨 온도나 절대 온도가 온도 측정에 사용된다.  섭씨 온도는 다음과 같이 해서 정해지고 있다. 즉, 얼음이 녹는 온도를 0°C로 하고 또 1기압의 대기 속에서 물이 끓는 온도를 100°C로 결정하고, 0°C와 100°C 사이를 100등분해서 그것을 1°C로 정하고 있다.  화씨 온도는 독일의 물리학자 파렌하이트가 1724년에 고안한 것으로, 이 온도를 나타낼 때는 F의 기호를 붙인다. 화씨 온도에 있어서는 얼음이 녹는 온도를 32°F, 물이 끓는 온도를 212°F로 하고 그 사이를 180등분 해서 1°F로 정하고 있다.

## 같이 보기
- 온도의 단위 변환
- 색온도
- 플랑크 온도